# Трамбулл, Джон
Джон Тра́мбулл (англ. John Trumbull; 6 июня 1756, Лебанон, Коннектикут — 10 ноября 1843, Нью-Йорк, США) — американский художник, председатель Американской академии изящных искусств в 1816—1825 годах, известный своими историческими картинами об американской войне за независимость, ветераном которой он был. Его называли "художником революции".
"Декларация независимости" Трамбулла, одна из четырёх его картин, висящих в ротонде Капитолия США, использована в реверсе нынешней двухдолларовой купюры Соединённых Штатов.

## Биография
Родился 6 июня 1756 года в семье политика Джонатана Трамбулла (впоследствии губернатор Коннектикута) и его жены Фэйт. Учился у Бенджамина Веста. Из-за несчастного случая в детстве Трамбулл потерял один глаз. Участвовал в Войне за независимость США.
Умер 10 ноября 1843 в Нью-Йорке.
На основе картин Трамбулла, переданных им в распоряжение Йельского университета, была создана местная художественная галерея.

Некоторые работы
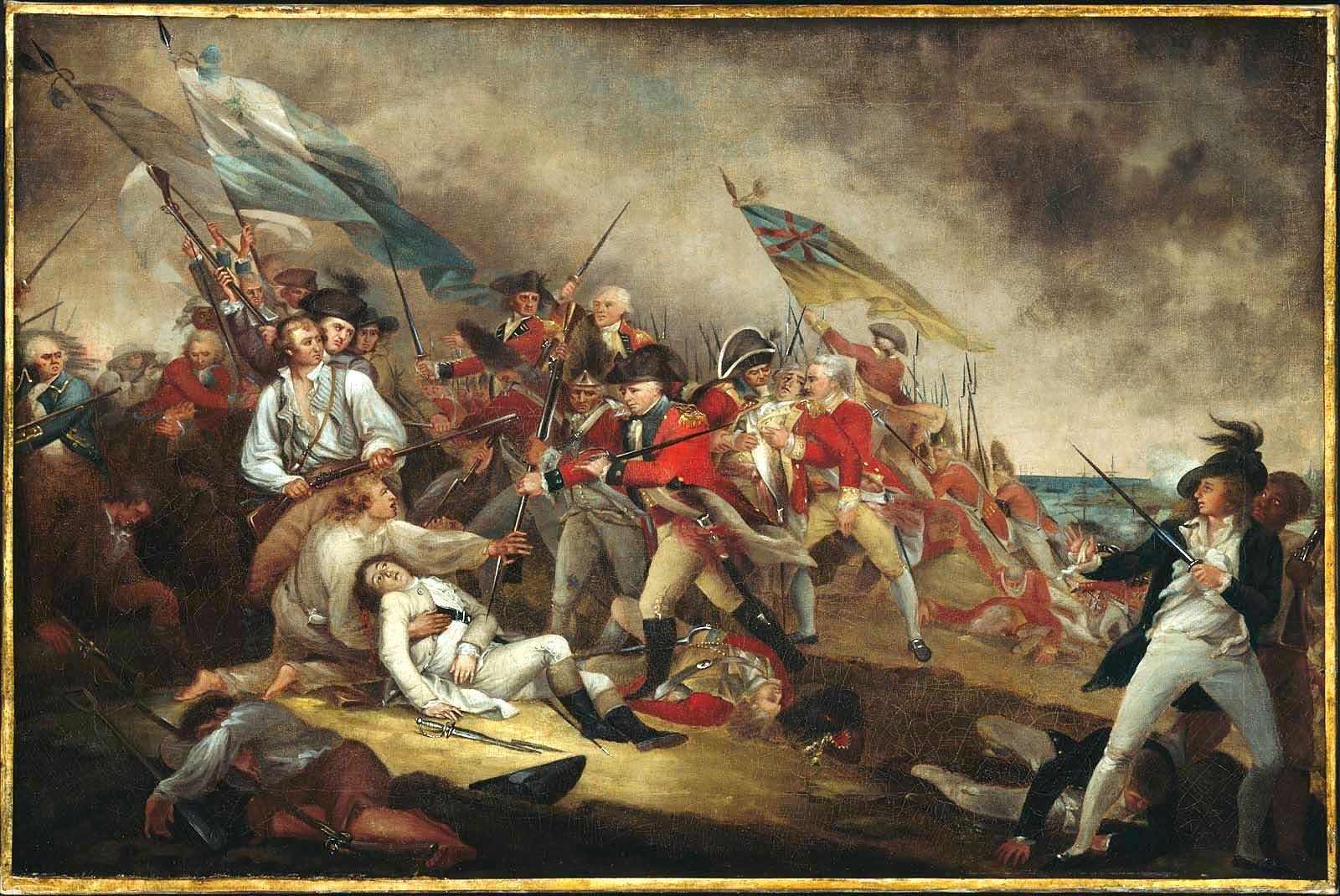
Смерть генерала Уоррена в битве при Банкер-Хилл
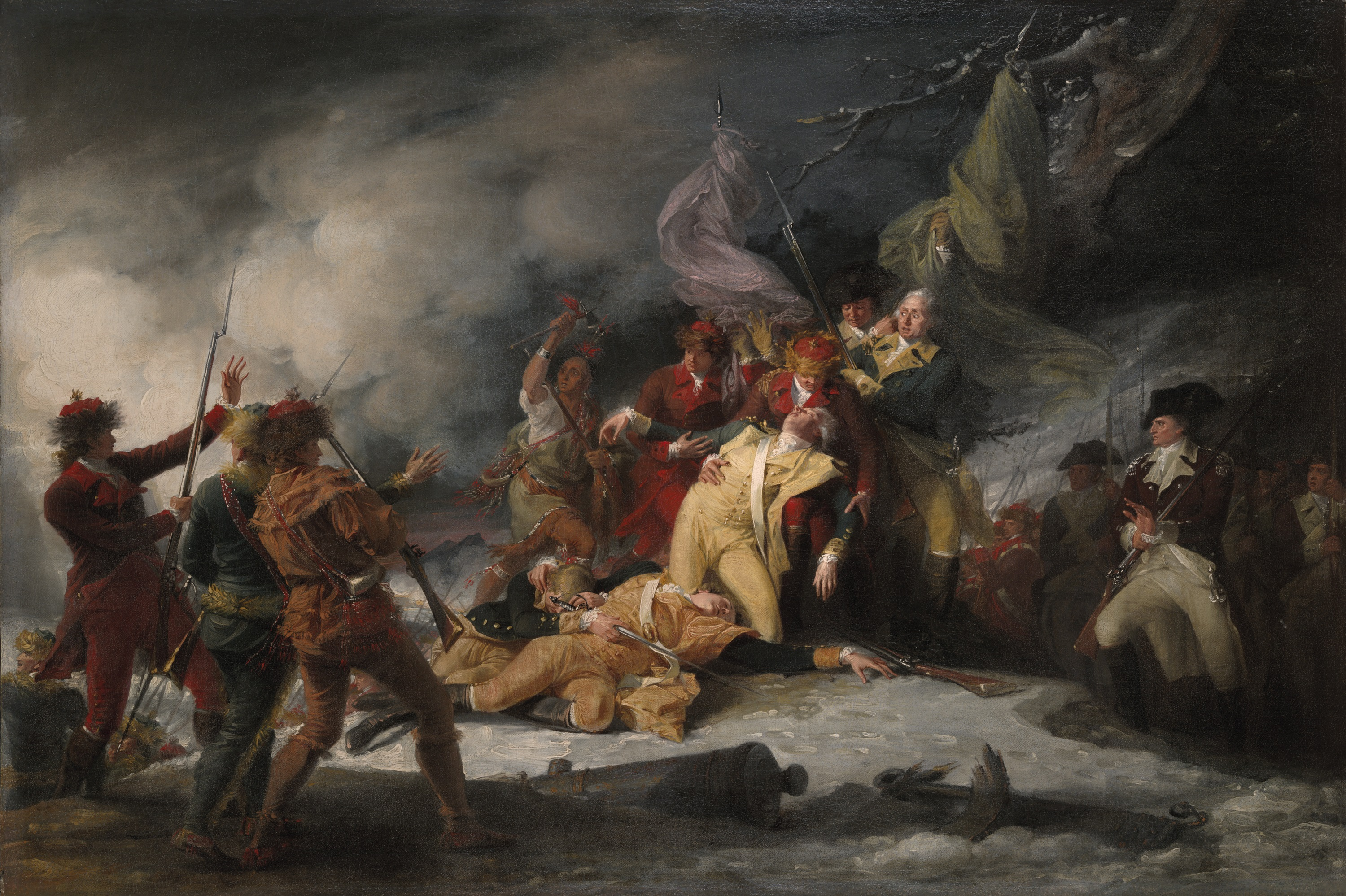
Смерть генерала Монтгомери под Квебеком
Провозглашение независимости США
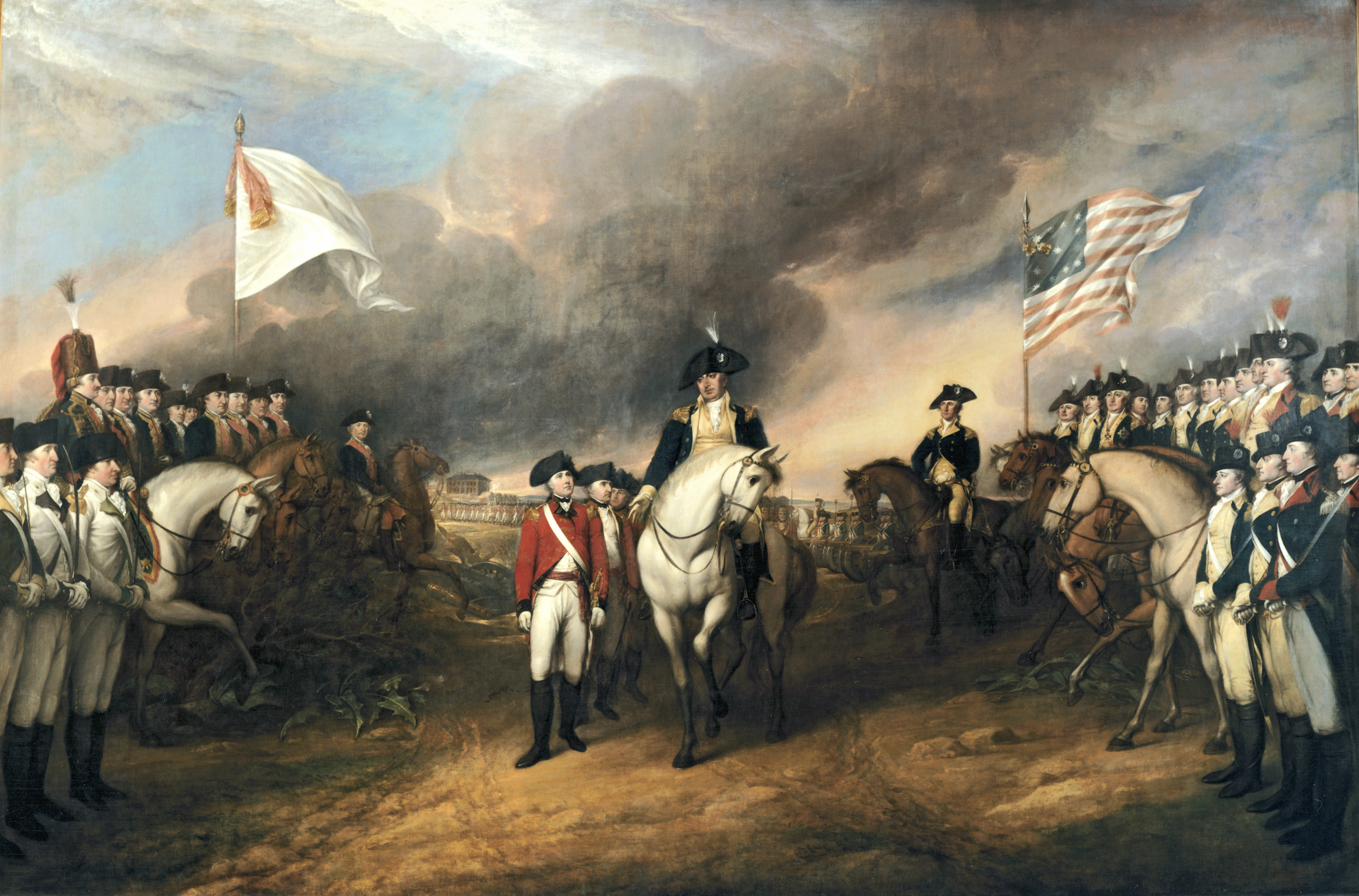
Капитуляция лорда Корнуоллиса

## Образ в кино
- «Джефферсон в Париже» (1995)
- «Джон Адамс» (2008)